# Влодава
Влода̀ва (на полски: Włodawa) е град в Източна Полша, Люблинско войводство. Административен център е на Влодавски окръг, както и на селската Влодавска община, без да е част от нея. Самият град е обособен в самостоятелна градска община с площ 17,97 км2. Към 2010 година населението му възлиза на 13 402 жители.

## Личности

### Родени в града
- Владислав Курашкевич, езиковед